# 結合型ワクチン

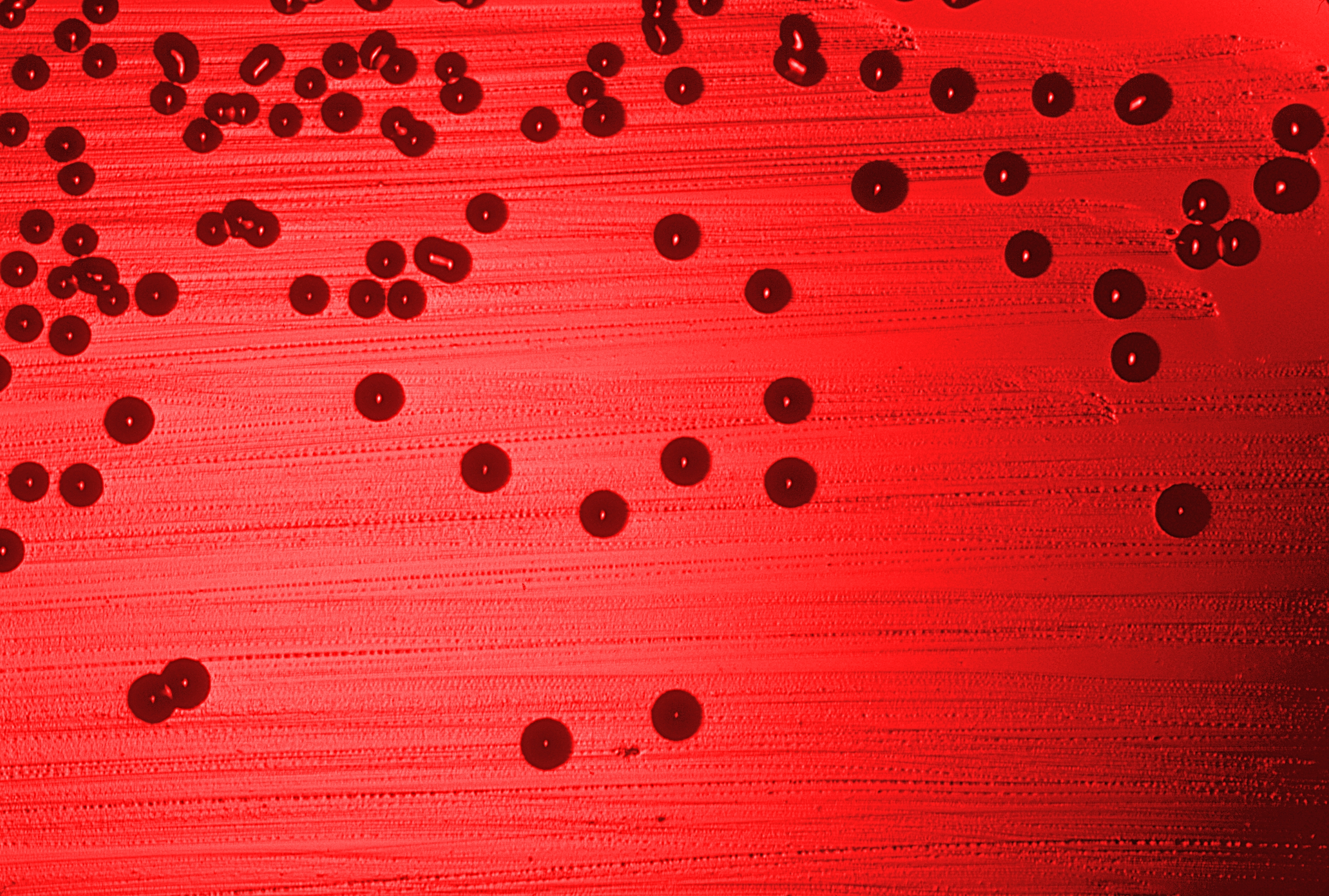
インフルエンザ菌b型のような多糖類コーティングを持つ細菌の場合、感染を防ぐ最善の方法は、複合型ワクチンを使用することである。

結合型ワクチン（けつごうがたわくちん、英: conjugate vaccine）は、コンジュゲートワクチンとも呼ばれ、担体となる強い抗原に弱い抗原を結合させ、弱い抗原に対する免疫系の反応が強くなるようにしたワクチンである。
ワクチンは、細菌やウイルスが持つ抗原と呼ぶ異物を免疫系が認識して免疫応答を起こすことで、病気を予防するものである。ワクチンとして通常は、病原性のある細菌やウイルスを弱毒化または死滅させたものを使用することで、免疫系が後に抗原を認識できるようにする。多くのワクチンは、体が認識する単一の抗原を含んでいる。      
しかし、一部の病原性細菌の抗原は、免疫系からの強い反応を起こさないので、この弱い抗原に対するワクチンを接種しても、後々までその人を守ることはできない。この場合、弱い抗原に対する免疫系の反応を起こすために、結合型ワクチンが使用される。結合型ワクチンでは、弱い抗原を強い抗原に共有結合させることで、弱い抗原に対してより強い免疫反応を引き出すことができる。最も一般的には、弱い抗原は、強いタンパク質抗原に結合した多糖類である。ただし、ペプチド/タンパク質や、タンパク質/タンパク質の結合型も開発されている。

## 歴史
1927年、ウサギを使った実験で、結合型ワクチンのアイデアが初めて登場し、多糖体抗原とタンパク質担体を組み合わせることで、肺炎球菌（Streptococcus pneumoniae）3型多糖体抗原に対する免疫反応が増加した。1987年、ヒトに使用された最初の結合型ワクチンが発売された。これは、髄膜炎を予防するヘモフィルス・インフルエンザ菌（Haemophilus influenzae）b型菌（Hib）複合体である。このワクチンは、すぐに米国の乳児予防接種のスケジュールに組み込まれた。Hib結合型ワクチンは、ジフテリアトキソイドや破傷風トキソイドなどの数種類の担体タンパク質のうちの1つと組み合わされる。ワクチンが提供された直後から、Hib感染率は低下し、1987年から1991年の間に90.7%減少した。乳児用のワクチンが発売されると、感染率はさらに低下した。

## 技術
ワクチンは、抗原に対する免疫反応を誘発し、免疫系はT細胞や抗体を産生して反応する。T細胞が抗原を記憶することで、後で体が抗原に遭遇したときに、抗原を分解するための抗体をB細胞が作ることができる。多糖類コーティングされた細菌の場合、免疫反応はT細胞の刺激とは無関係にB細胞を生成する。多糖類をタンパク質担体に結合させることで、T細胞応答を誘導することができる。通常、主要組織適合性複合体（MHC）にはペプチドしか結合できないため、多糖類を抗原提示細胞（APC）のMHCにロードすることはできない。結合型ワクチンの場合、多糖類の標的抗原に結合した担体ペプチドがMHC分子上に提示され、T細胞を活性化することができる。これにより、T細胞がより活発な免疫応答を刺激し、より迅速で長期的な免疫記憶を促進するため、ワクチンの効果が向上する。また、多糖類抗原に対する非結合型ワクチンは幼児には効果的でないため、多糖類標的抗原を担体タンパク質に結合させることで、ワクチンの効率を高めることができる。多糖類コーティングが抗原を隠してしまうため、幼児の免疫系は抗原を認識できない。細菌性多糖類を別の抗原と組み合わせることにより、免疫系が応答することができるようになる。  

## 承認された複合型ワクチン
最も一般的に使用されているのは、Hib結合型ワクチンである。免疫反応を高めるために結合型ワクチンで結合される他の病原体は、肺炎レンサ球菌と髄膜炎菌であり、どちらもHib結合型ワクチンのようにタンパク質担体に結合される。肺炎レンサ球菌と髄膜炎菌はどちらも、感染すると髄膜炎になる可能性があるという点でHibと似ている。2018年現在、最新の結合型ワクチンは腸チフス結合型ワクチンで、より効果が期待され、5歳以下の多くの子供たちの腸チフスを予防する。

## 参照項目
- ワクチン
- T細胞
- B細胞
- ヘモフィルス・インフルエンザ菌 (b型菌 (Hib))
- Hibワクチン
- 免疫原性
- 髄膜炎菌ワクチン
- 肺炎球菌ワクチン
- 肺炎球菌結合型ワクチン（英語版）
- 肺炎球菌多糖ワクチン（英語版）
- 腸チフスワクチン
- 免疫系
- 免疫応答